# Кортенуова (Леко)
Кортенуова је насеље у Италији у округу Леко, региону Ломбардија.
Према процени из 2011. у насељу је живело 737 становника. Насеље се налази на надморској висини од 325 м.